# Kihnu-museum
Het Kihnu Museum is een streekmuseum op het Estse eiland Kihnu. Het museum opende in 1974 en is gevestigd in een voormalig schoolgebouw en geeft inzicht in de traditionele cultuur die met Kihnu geassocieerd wordt. De Kihnu-cultuur werd in 2008 toegevoegd aan werelderfgoedlijst van het immaterieel cultureel erfgoed van UNESCO.
Anne-Mari Buravkova, lerares in Kihnu, had twee jaar lang tentoonstellingsstukken verzameld voor het museum. Deze tentoongestelde objecten dateren uit de periode van 1920 tot 2020.